# Powiat wałecki
Powiat wałecki är ett distrikt (powiat) i nordvästra Polen, tillhörande Västpommerns vojvodskap. Huvudort är staden Wałcz. Invånarantalet uppgår till 54 098 personer (år 2009). Distriktet bildades 1999 i samband med återinförandet av powiat i en större administrativ reform, då området blev del av Västpommerns vojvodskap, efter att dessförinnan sedan 1975 tillhört Piłas vojvodskap.

## Administrativ kommunindelning
Distriktet har fem kommuner, varav en stadskommun, tre stads- och landskommuner och en landskommun (se Polens kommuner). Huvudorten Wałcz är som stadskommun administrativt självständig från den omgivande landskommunen med samma namn.

Kommunindelning. Kommungränser markerade i vitt och stadsgränser markerade i gult.

### Stadskommuner
- Staden Wałcz

### Stads- och landskommuner
- Człopa
- Mirosławiec
- Tuczno

### Landskommuner
- Gmina Wałcz